# Consonne vélaire
Cette page contient des caractères spéciaux ou non latins. S’ils s’affichent mal (▯, ?, etc.), consultez la page d’aide Unicode.

Une consonne vélaire, ou plus brièvement une vélaire, désigne, en phonétique articulatoire, une consonne dorsale dont le lieu d'articulation se situe au niveau de l'arrière du palais, dit palais « mou » ou voile du palais. Elle est réalisée par un bombement de la partie postérieure de la langue qui se rapproche du palais mou.
Le français comprend les vélaires [k] et [ɡ], ainsi que [ŋ] dans des mots d'origine étrangère (à la fin de « parking », par exemple) et dans certains parlers locaux (comme le parler marseillais).

## Assimilation
La région vélaire du voile du palais est relativement grande, et les mouvements de la partie postérieure de la langue ne sont pas très précis. Les consonnes vélaires sont donc facilement assimilées, et leur articulation se déplace vers l'arrière ou l'avant de la langue, selon les voyelles avoisinantes. Elles sont souvent partiellement ou complètement palatalisées devant une voyelle antérieure et rétractées devant une voyelle postérieure.
Les vélaires palatalisées sont parfois nommées palato-vélaires. Certaines langues possèdent également des vélaires labialisées, comme [kʷ], l'articulation étant accompagnée d'un arrondissement des lèvres. Il existe également des consonnes labio-vélaires, qui sont articulées à la fois sur le palais et les lèvres, comme [k͡p]. Cette distinction s'efface avec la spirante [w], la labialisation impliquant d'ajouter une articulation labio-spirante au son, et cette situation ambiguë est souvent appelée labio-vélaire.

## Vélaires de l'API
La vélarisation se note à l'aide du symbole en exposant [ˠ].
L'alphabet phonétique international recense les vélaires suivantes :
| API | Description                      | Exemple      | Exemple     | Exemple | Exemple       |
| --- | -------------------------------- | ------------ | ----------- | ------- | ------------- |
| API | Description                      | Langue       | Orthographe | API     | Signification |
| k   | Occlusive vélaire sourde         | Allemand     | Kino        | [kino]  | cinéma        |
| ɡ   | Occlusive vélaire voisée         | Castillan    | algo        | [alɡo]  | quelque chose |
| ŋ   | Occlusive nasale vélaire voisée  | Anglais      | singing     | [sɪŋɪŋ] | chantant      |
| x   | Fricative vélaire sourde         | Hébreu       | מיכאל       | [mixel] | Michel        |
| ɣ   | Fricative vélaire voisée         | Grec moderne | γάμμα       | [ɣama]  | lettre gamma  |
| ɰ   | Spirante vélaire voisée          | Castillan    | paga        | [paɰa]  | il paie       |
| ʟ   | Spirante latérale vélaire voisée | Mid-waghi    | aʟaʟe       | [aʟaʟe] | étourdi       |
| xʼ  | Fricative éjective vélaire       |              |             |         |               |
| kʼ  | Occlusive éjective vélaire       |              |             |         |               |
| ɠ   | Injective vélaire                |              |             |         |               |
| ʍ   | Fricative labio-vélaire sourde   | Anglais      | which       | [ʍɪtʃ]  | lequel        |
| w   | Spirante labio-vélaire voisée    | Anglais      | witch       | [wɪtʃ]  | sorcière      |